# Esther Ndoumbé
Pour les articles homonymes, voir Ndoumbé (homonymie).
Esther Solange Ndoumbé est une athlète camerounaise.

## Carrière
Esther Ndoumbé remporte la médaille d'argent du relais 4 × 100 mètres aux Championnats d'Afrique d'athlétisme 2006 à Bambous et la médaille de bronze dans la même épreuve aux Jeux de la Francophonie 2009 à Beyrouth. 